# Mérida (Meksyk)
Méridaⓘ – miasto w Meksyku, w północnej części półwyspu Jukatan, stolica stanu Jukatan. Liczba ludności gminy Mérida w 2010 roku liczyła ponad 830 tys. mieszkańców. Miasto zostało założone na gruntach miasta Majów T'Hó po zdobyciu go przez hiszpańskiego konkwistadora Francisco de Montejo „el Mozo”. Siedziba rzymskokatolickiej archidiecezji.
Większość ulic w mieście jest numerowana.
Od 1987 r. w Meridzie odbywa się memoriał Carlosa Torre Repetto, poświęcony pamięci meksykańskiego szachisty.

## Gospodarka
W mieście rozwinął się przemysł spożywczy, włókienniczy, skórzany, drzewny oraz cementowy.

## Atrakcje turystyczne

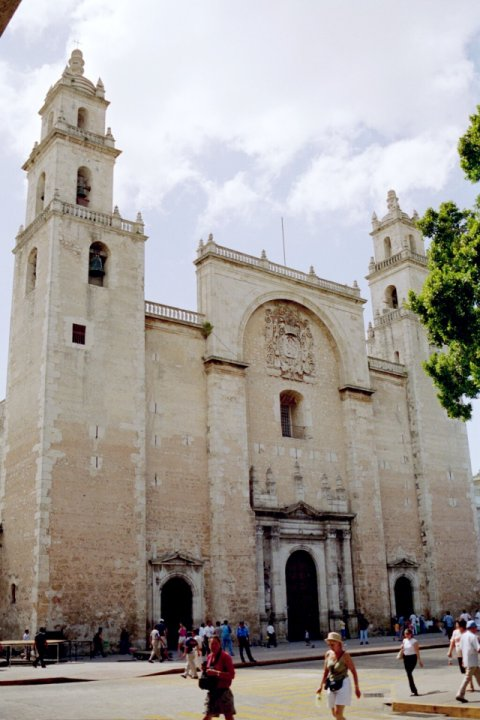
Katedra Plaza Mayor.

- Dom Montejo – pałac konkwistadora, wybudowany w 1552 w stylu francuskim.
- Katedra św. Ildefonsa – renesansowa, najstarsza w Meksyku. Budowa rozpoczęła się w 1561 i była kontynuowana przez 36 lat przez kilkuset Majów.
- Pustelnia św. Izabeli – część jezuickiego klasztoru z 1748, odrestaurowanego w 1966 r.
- Kościół Trzeciego Zakonu Regularnego – wybudowany w 1618 jako pierwszy jezuicki kościół na Jukatanie. Do budowy użyto wapienia z majskiej świątyni.
- Ratusz – XVII-wieczny, zbudowany od nowa w 1735[2].

## Miasta partnerskie
- Erie, Stany Zjednoczone
- Nowy Orlean, Stany Zjednoczone
- Albacete, Hiszpania
- Ankona, Włochy
- Bridgeport, Stany Zjednoczone
- Cebu City, Filipiny
- Kopenhaga, Dania
- Fullerton, Stany Zjednoczone
- Glasgow, Wielka Brytania
- Villa de Guadalupe, Meksyk
- Kansas City, Stany Zjednoczone
- Kingston, Jamajka
- Maracaibo, Wenezuela
- Mérida, Hiszpania
- Mérida, Wenezuela
- Miami, Stany Zjednoczone
- Palermo, Włochy
- Panama City, Stany Zjednoczone
- Parma, Włochy
- Santander, Hiszpania
- Stargard, Polska
- Tampa, Stany Zjednoczone
- Tel Awiw-Jafa, Izrael
- Valladolid, Hiszpania
- Victoria, Kanada
- Yakima, Stany Zjednoczone
- La Paz, Boliwia
- Cancún, Meksyk